# نبرد عرسال (۲۰۱۴)
 در ۲ آگوست ۲۰۱۴، پس از آنکه نیروهای امنیتی لبنان یک فرمانده جبهه النصره را دستگیر کردند، جنگجویان جبهه النصره و داعش پیش از حمله به ایستگاه پلیس، شمال شرق شهر و ایستگاه‌های بازرسی ارتش لبنان در عرسال را محاصره را کردند جایی که آنها حداقل ۱۶ پلیس را گروگان گرفتند. ستیزه‌جویان سپس کنترل شهر را به دست گرفتند، و دو سرباز را که توسط ارتش آزاد شده بودند، اسیر کردند. درگیری‌ها در روز بعد ادامه یافت و ۳۰ ستیزه‌جو، ۱۰ سرباز و دو غیرنظامی کشته شدند. ۲۵ سرباز زخمی شدند و ۱۳ نفر نیز مفقود شدند و فرض بر این گذاشته شد که اسیر شدند. همان روز دو سرباز مفقود نجات یافتند.
مهمترین نکته در این نبرد این است که روسیه دولت و ارتش لبنان را از مقابله با نیروهای تکفیری نهی می کرد و حتی تهدید کرد که در صورت مداخله آنها کمک به ارتش لبنان را متوقف خواهد کرد؛ بر این اساس وقتی ارتش و دولت عملاً از مواجهه کنارکشیدند؛ حزب الله لبنان با کمک متحدان منطقه ای خود وارد میدان شده و محاصره شدگان و نیروهای گرفتار آمده در دام تکفیری ها را نجات دادند. در این راستا حزب الله جانفشانی های بسیاری به خرج داد و حتی از نیروهای حاضر در منطقه که با آنها همسو بود کمک های اطلاعاتی بسیاری دریافت کرد تا توانست پیروز شود.
سایر ماجرا بصورت جزئی تر در ذیل تشریح شده است.

در ۴ آگوست، تعداد کشته‌ها به ۱۷ سرباز، ۵۰ غیرنظامی و ۵۰ شبه نظامی افزایش یافته‌است. ۸۶ سرباز زخمی شدند و تعداد مفقودین به ۲۲ نفر رسید، در حالی که ۱۳۵ غیرنظامی و ۱۵ شبه نظامی زخمی شدند. دو نفر از غیرنظامیان کشته شده، دو کودک پناهنده سوریه‌ای بودند. ارتش پیشرفت داشت و ساختمان مؤسسه فنی را که روز قبل توسط شبه نظامیان تصرف شده بود، تصرف کرد، چون که این شهر از جهات مختلف تحت آتش سنگین توپخانه قرار گرفت. همچنین در شب، ارتش موفق به تصرف تپه راس السرج شد.
۵ آگوست، ارتش در تلاش بود دو ساختمان دولتی را تصرف کند، در حالی که سه سرباز و سه پلیس توسط شبه نظامیان آزاد شدند. طبق گزارش‌ها در جریان درگیری‌های روزانه، فرمانده داعش برای منطقه عرسال کشته شد، در حالی که نیروهای جبهة النصره از این شهر عقب‌نشینی می‌کردند. در عصر، آتش‌بس ۲۴ ساعته آغاز شد.
در ۶ آگوست سه سرباز دیگر آزاد شدند، در حالی که ۱۰ سرباز و ۱۷ پلیس همچنان اسیر بودند.
تا ۷ اوت، آتش‌بس شکننده‌ای ایجاد شد زیرا نیروهای داعش نیز از این شهر عقب‌نشینی کردند و مجدداً در امتداد مرز با سوریه مستقر شدند. مخفیگاه‌های آنها در آنجا توسط نیروهای هوایی سوریه بمباران شد و در نتیجه ده‌ها شبه نظامی زخمی شدند.
در ۲۲ ژوئیه ۲۰۱۷ حزب‌الله لبنان ۹۰ درصد جرود عرسال را تحت کنترل درآورد.
دو روز بعد، ارتش لبنان با تمام قوا وارد عرسال شد و مجدداً کنترل پاسگاه‌هایی را که قبلاً شبه نظامیان در دست گرفته بودند، در دست گرفت، در حالی که با مرگ یک سرباز دیگر بر اثر زخم‌های خود تعداد کشته شدگان نظامی به ۱۸ مورد رسید، که تا ۱۲ آگوست به مورد ۱۹ بروزرسانی شد. همچنین ۶۰ شبه نظامی کشته،و مرگ ۴۲ غیرنظامی نیز تأیید شد. تعداد غیرنظامیان زخمی شده ۴۰۰ نفر تخمین زده شده‌است.